# Брутус (Мічиган)
Брутус (англ. Brutus) — переписна місцевість (CDP) в США, в окрузі Еммет штату Мічиган. Населення — 202 особи (2020).

## Географія
Брутус розташований за координатами 45°29′40″ пн. ш. 84°46′54″ зх. д. / 45.49444° пн. ш. 84.78167° зх. д. (45.494435, -84.781781).  За даними Бюро перепису населення США в 2010 році переписна місцевість мала площу 7,29 км², з яких 7,28 км² — суходіл та 0,01 км² — водойми.

## Демографія
Згідно з переписом 2010 року, у переписній місцевості мешкало 218 осіб у 85 домогосподарствах у складі 66 родин. Густота населення становила 30 осіб/км².  Було 105 помешкань (14/км²).
Расовий склад населення:
| - 95,4 % — білих - 2,3 % — корінних американців - 0,5 % — азіатів |

До двох чи більше рас належало 1,8 %. Частка іспаномовних становила 0,0 % від усіх жителів.
За віковим діапазоном населення розподілялося таким чином: 22,0 % — особи молодші 18 років, 60,1 % — особи у віці 18—64 років, 17,9 % — особи у віці 65 років та старші. Медіана віку мешканця становила 45,0 року. На 100 осіб жіночої статі у переписній місцевості припадало 94,6 чоловіків;  на 100 жінок у віці від 18 років та старших — 91,0 чоловіків також старших 18 років.
Середній дохід на одне домашнє господарство  становив 35 151 долар США (медіана — 22 321), а середній дохід на одну сім'ю — 49 962 долари (медіана — 44 583). Медіана доходів становила 32 188 доларів для чоловіків та 33 750 доларів для жінок. За межею бідності перебувало 6,9 % осіб, у тому числі 15,4 % дітей у віці до 18 років та 0,0 % осіб у віці 65 років та старших.
Цивільне працевлаштоване населення становило 75 осіб. Основні галузі зайнятості: освіта, охорона здоров'я та соціальна допомога — 44,0 %, роздрібна торгівля — 29,3 %, мистецтво, розваги та відпочинок — 9,3 %, публічна адміністрація — 4,0 %.